# Anders Funkquist

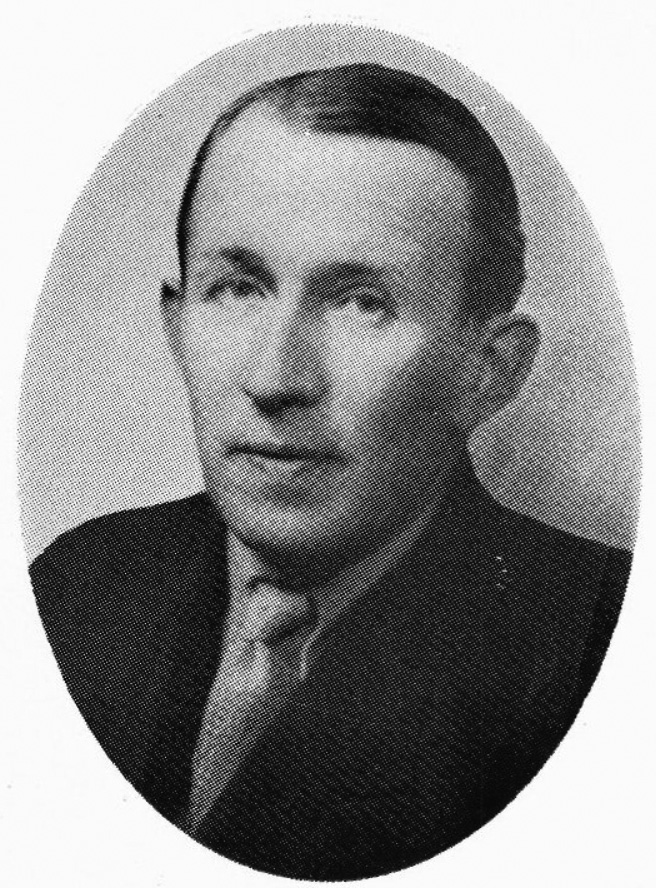
Anders Funkquist

Anders Funkquist, född 25 december 1886 i Romfartuna församling, Västmanlands län, död 19 augusti 1953 i Härlanda församling, dåvarande Göteborgs och Bohus län, var en svensk arkitekt. Han var brorson till Herman Funkquist.

## Biografi
Efter examen från byggnadsyrkesskolan vid Tekniska skolan i Stockholm 1907 var Funkquist anställd hos Gustaf Wickman i Stockholm 1907, 1908 samt 1909–10, arbetsledare vid Siljansborgs pensionats nybyggnad i Rättvik 1908–09, anställd vid Ströms Bruks AB i Strömsbruk 1912–15, vid Ulriksfors sulfitfabrik 1915–16, hos Ernst Torulf i Göteborg 1916–17, vid Yngeredsfors Kraft AB 1917–18, hos Göteborgs stad 1918–19, hos Ragnar Hjorth 1919, vid Lessebo Handpappersbruk 1920–21, egen verksamhet 1921–25, anställd hos Erik Friberger och Axel Forssén i Göteborg 1925–29. Han bedrev egen verksamhet i Göteborg från 1929 och var t.f. andre stadsarkitekt i Göteborg 1931 och 1932.
Funkquist ritade egnahemsområdet i Strömsbruk med typhus 1914, vid Lessebo 1921, restaurerade Sankt Johanneskyrkan och Nikolaikyrkan i Göteborg samt ritade Åh kyrka i Forshälla 1940, oceanografiska institutionens nybyggnad i Göteborg 1937, hotell i Kinna 1936 samt ett flertal hyreshus och villor i Göteborg och i västra och södra Sverige och industribyggnader. Han skrev artiklar i tidskriften "Byggmästaren" samt i Göteborgs stads utställningskatalog "Bo Bättre".

## Bilder

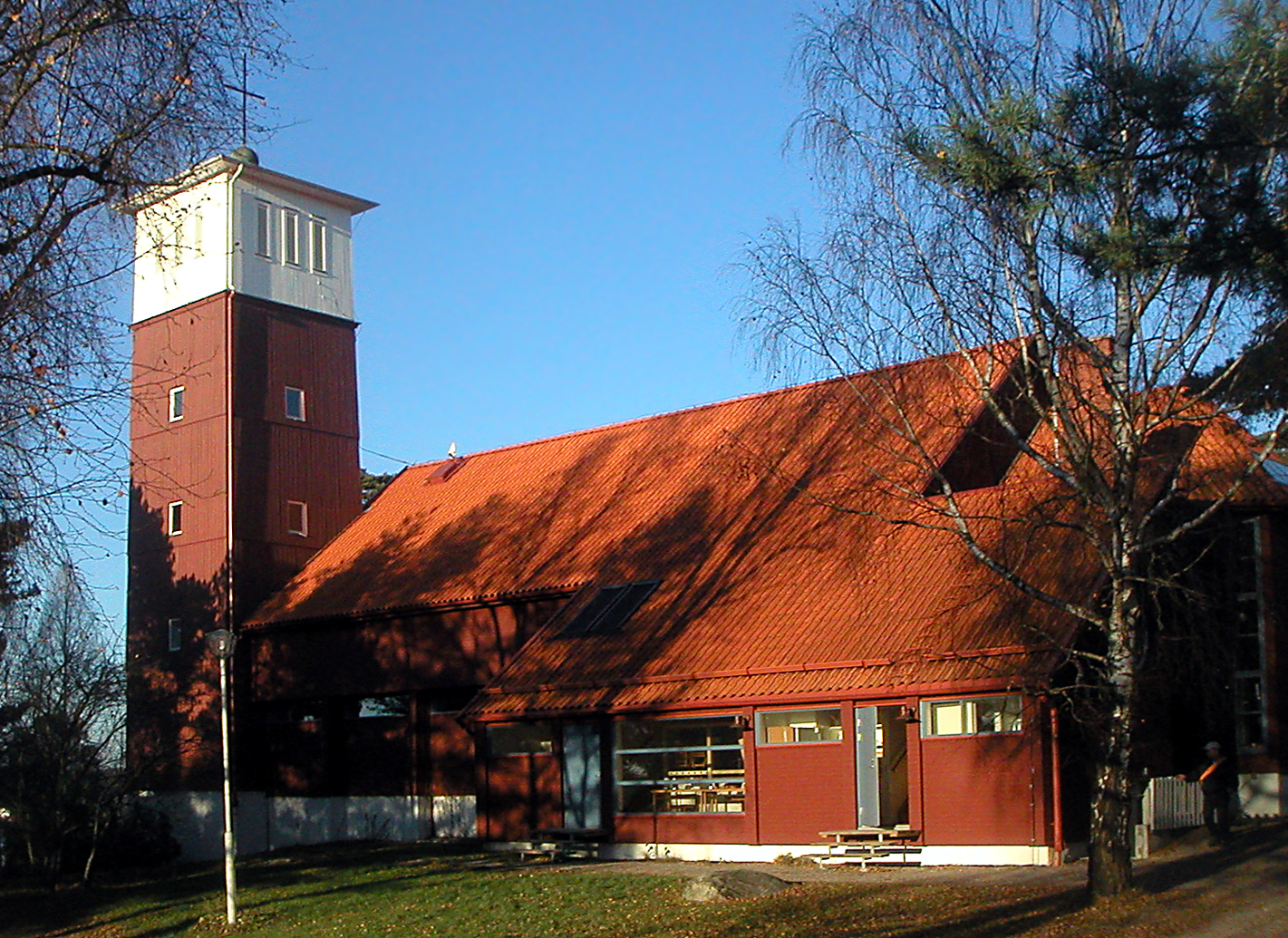
Åh kyrka
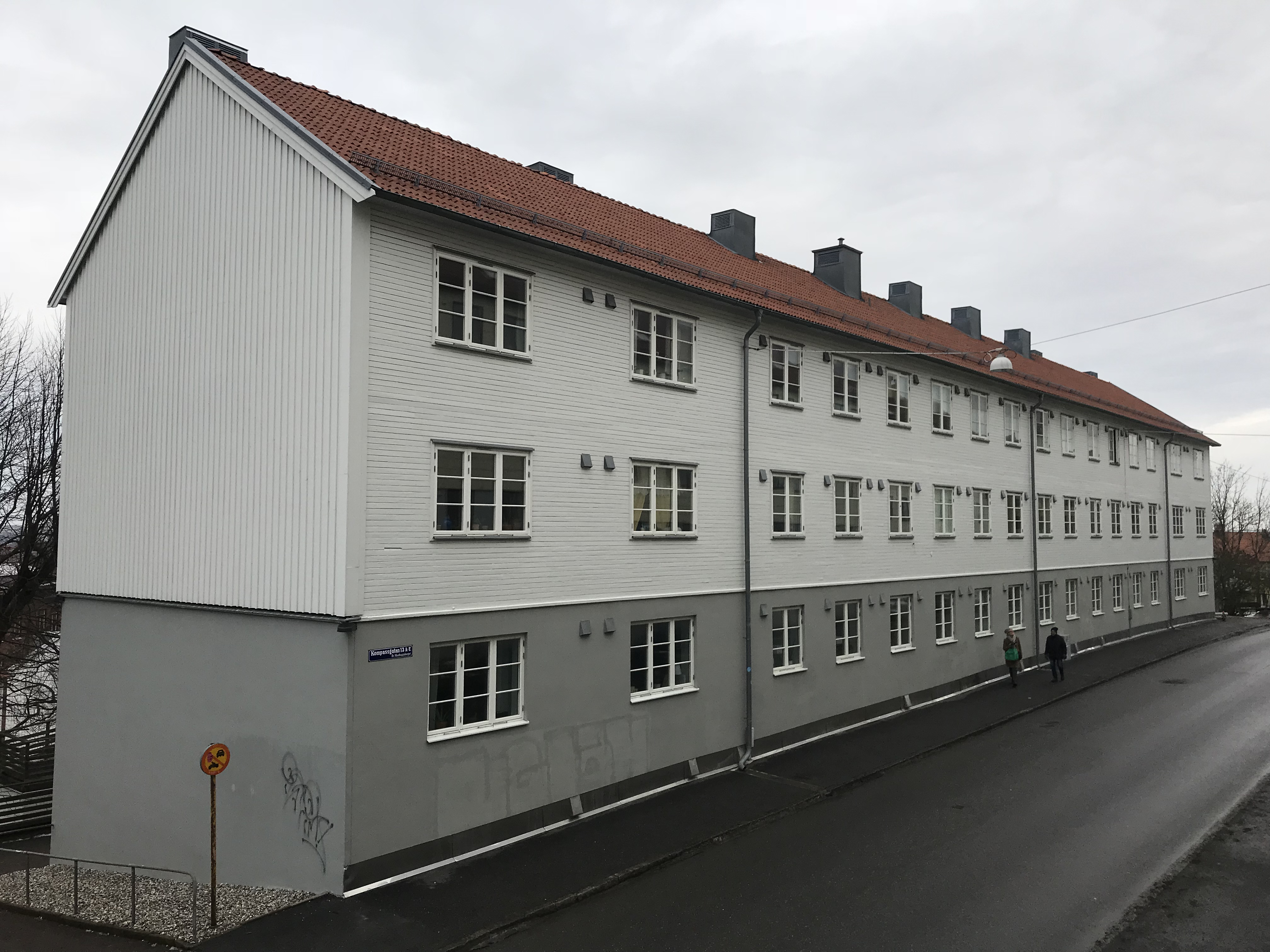
Kompassgatan 13
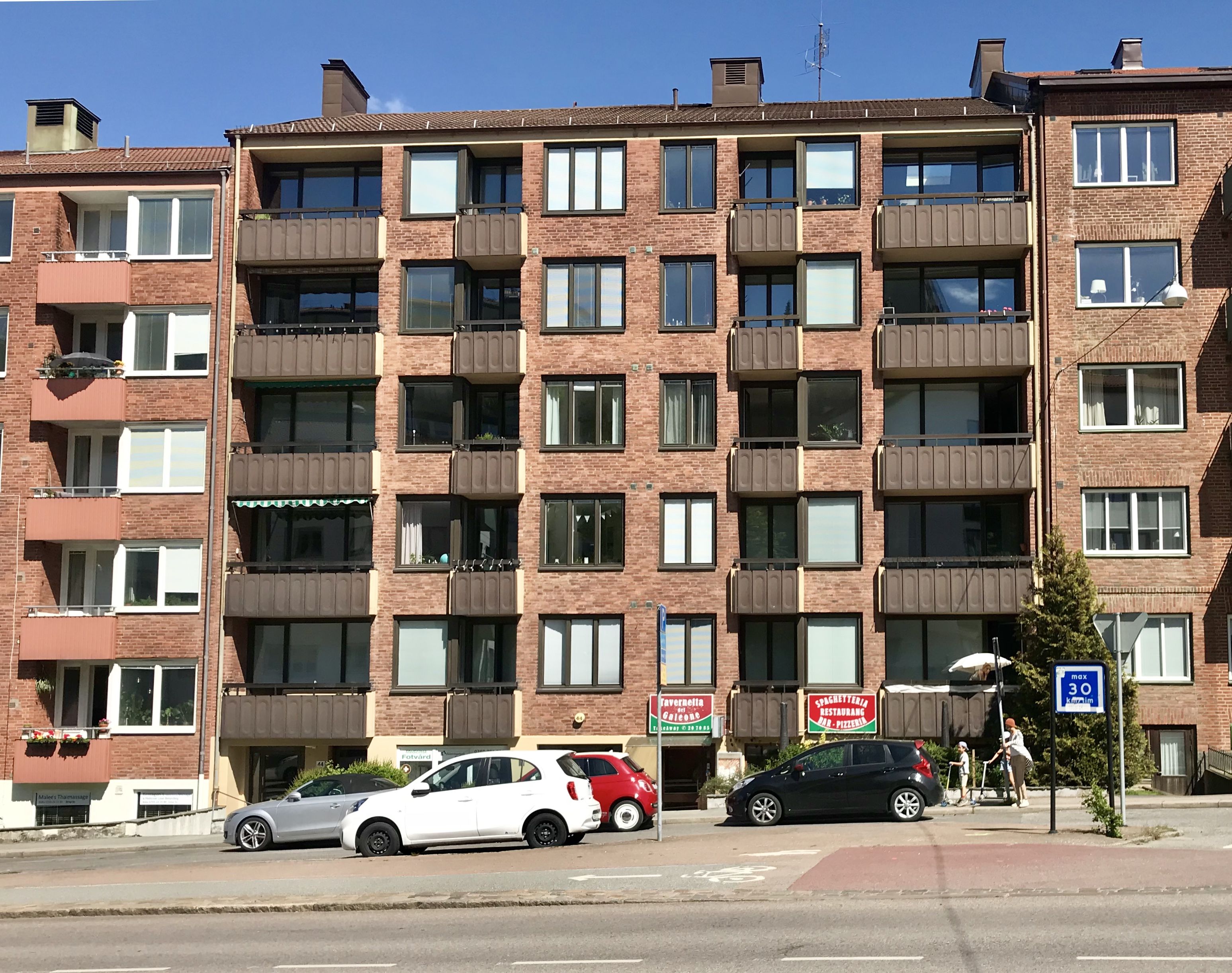
Eklandagatan 44, Göteborg